# Clionella
Clionella là một chi ốc biển, là động vật thân mềm chân bụng sống ở biển trong họ Clavatulidae.

## Các loài
Các loài thuộc chi Clionella bao gồm:
- Clionella aglaophanes (Watson, 1882)[2]
- Clionella bornii (E.A. Smith, 1877)[3]
- Clionella confusa Smith E. A., 1906[4]
- Clionella costata (Swainson, 1840)[5]
- Clionella gravis (Hinds, 1843)[6]
- Clionella halistrepta (Bartsch, 1915)[7]
- Clionella krausii (Smith E. A., 1877)[8]
- Clionella kraussii (E.A. Smith, 1877)[9]
- Clionella liltvedi Kilburn, 1985[10]
- Clionella lobatopsis (Barnard, 1963)[11]
- Clionella rosaria (Reeve, 1846)[12]
- Clionella semicostata (Kiener, 1840)[13]
- Clionella sinuata (Born, 1778)[14]
- Clionella sinuatum (Born, 1778)[15]
- Clionella striolata Turton, 1932[16]
- Clionella subcontracta (E.A. Smith, 1904)[17]
- Clionella subventricosa (E.A. Smith, 1877)[18]
- Clionella vilma (Thiele, 1925)[19]